# Neocondeellum brachytarsum
Neocondeellum brachytarsum är en urinsektsart som först beskrevs av Yin 1977.  Neocondeellum brachytarsum ingår i släktet Neocondeellum och familjen Protentomidae. Inga underarter finns listade i Catalogue of Life.